# Sara Waisglass
Sara Waisglass, född 3 juli 1998 i Toronto i Ontario, är en kanadensisk skådespelerska. Hon spelar bland annat rollen som Frankie Hollingsworth i de kanadensiska TV-serierna Degrassi: The Next Generation och Degrassi: Next Class, samt Maxine Baker i Netflix-serien Ginny & Georgia. Hon har också haft fyraåriga studier på York University.

## Filmografi (i urval)

### Filmer
- 2008 – The Messenger
- 2015 – Life

### TV-serier
- 2013–2014 – Degrassi: The Next Generation (TV-serie)
- 2016–2017 – Degrassi: Next Class (TV-serie)
- 2017 – The Good Doctor (TV-serie)
- 2017 – Killjoys (TV-serie)
- 2018 – Suits (TV-serie)
- 2020 – October Faction (TV-serie)
- 2021–nutid – Ginny & Georgia (TV-serie)